# Antai
Antai är ett stadsdelsdistrikt i sydöstra Kina. Det ligger i stadsdistriktet Gulou i provinshuvudstaden Fuzhou i provinsen Fujian. Antalet invånare är 33 305. Befolkningen består av 17 135 kvinnor och 16 170 män. Barn under 15 år utgör 11,0 %, vuxna 15-64 år 76 %, och äldre över 65 år 12,0 %.